# Robert Bauer (mycologue)
Robert Bauer (20 mars 1950 - 8 septembre 2014) est un mycologue allemand, spécialisé dans les champignons phytoparasites provoquant les maladies fongiques de la rouille (Pucciniales) et des charbons (Ustilaginomycetes).

## Biographie
Robert Bauer a étudié la biologie à l'Université de Tübingen dans les années 1970, et un intérêt particulier pour les plantes et les champignons l'a amené à terminer son doctorat en 1983 avec une thèse intitulée Experimentell-ontogenetische und karyologische Untersuchungen an Uredinales (Études expérimentales ontogénétiques et caryologiques sur les Uredinales). Il est ensuite devenu président de la chaire de botanique et de mycologie systématique (aujourd'hui Écologie évolutive des plantes) à l'Institut de l'évolution et de l'écologie de l'Université de Tübingen.
Il est devenu expert dans l'utilisation des microscopes électroniques et dans les techniques de coupe et de préparation à une époque où l'étude ultrastructurale des champignons en était encore à ses débuts. Il s'est fait connaître pour ses travaux détaillés sur les mycoparasites et les champignons des charbons en particulier. Il a pu utiliser des preuves ultrastructurales pour postuler des hypothèses phylogénétiques dans ce groupe avant que les techniques moléculaires ne soient développées ; études moléculaires qui ont par ailleurs confirmé ultérieurement ses hypothèses,.
Au cours de sa carrière, Robert Bauer a produit plus de 100 publications,. Il s'est aussi fortement impliqué dans l'enseignement, le jardin botanique de l'Université et la supervision de stages spécialisés en microscopie électronique.
Robert Bauer est décédé, à l'âge de 64 ans, le 8 septembre 2014 à Neckartailfingen (Bade-Wurtemberg, Allemagne).

## Hommages taxonomiques
En hommage à son œuvre, quelques taxons portent son nom : 
- Bauerago Vánky, 1999
- Robbauera Boekhout et al., 2015